# Gerald Grünert
 Gerald Grünert (* 15. Januar 1956 in Burg (bei Magdeburg)) ist ein deutscher Politiker der Partei Die Linke und ehemaliges Mitglied des Landtages von Sachsen-Anhalt.

## Leben und Beruf
Gerald Grünert besuchte bis 1972 die polytechnische Oberschule und beendete 1974 seine Berufsausbildung zum Maschinenbauer. Von 1974 bis 1977 absolvierte er die Offiziershochschule der Landstreitkräfte „Ernst Thälmann“ und beendete diese mit dem Abschluss eines Ingenieurs für Maschinen- und Apparatebau. Er war von 1977 bis 1987 leitender Mitarbeiter im Rat des Bezirkes des Bezirks Magdeburg.
Gerald Grünert hat drei Kinder.

## Politik / Partei
Grünert war seit 1975 Mitglied der SED. Innerhalb seiner Partei war er neben der Übernahme mehrerer Ehrenämter seit 1990 Mitglied der Bundesarbeitsgruppe Kommunalpolitik, von 1993 bis 1995 Mitglied im PDS-Landesvorstand und von 1995 bis 2007 Mitglied des Parteirates. 
Auf kommunalpolitischer Ebene ist er seit 1994 Mitglied im Stadtrat der Landeshauptstadt Magdeburg.

## Abgeordneter
Von 2002 bis 2016 war Grünert jeweils über die Landesliste gewähltes Mitglied im Landtag von Sachsen-Anhalt. Er saß für seine Fraktion unter anderem im Ausschuss für Inneres und im Ausschuss für Petitionen.